# Samotraki
Samotraki ili Samotraka (grčki: Σαμοθράκη, doslovno prevedeno znači "Samos Trakije") je grčki otok u sjevernom Egeju.
Otok administrativno pripada Prefekturi Evros u Periferiji Istočna Makedonija i Trakija. Samotraki je najbrdovitiji grčki jezik s planinom  - Oros Fengari (Mjesečeva planina, fegari grčki: φεγαρι, znači mjesec) koja je visoka 1 611 m., otok je bogat vodom, ima dosta vodotokova sa slapovima. Gospodarstvo otoka vezano je uz turizam i ribarstvo. 
Po Homerovoj Ilijadi bog mora Posejdon gledao Bitku za Troju s vrha planine Fengari.

## Povijest
Otok Samotraki je ležao poput Troje, na ulazu u Dardanele,  vrlo važnom prolazu za pomorce staroga svijeta. Iz Dardanela u Egejsko more teče stalna morska struja, da bi je pobijedili upravo kod Samotrakija (ili Troje) okupljali su se jedrenjaci, koji su morali čekati povoljan vjetar da bi uplovili u Crno more.
Otok Samotraki nije imao nikakav veći politički značaj u staroj Grčkoj, jer nije imao nikakvu dobru prirodnu luku, a bio je isuviše brdovit za kultiviranje. Ali je otok zato imao oduvijek neko sveto značenje još od paleolita. Da bi se poklonili božanstvima otoka Samotraki, otok su pohodili između ostalih i; spartanski kralj Lisandar, Filip II. Makedonski i Cornelius Piso, tast Julija Cezara.
Ruševine antičkog grada Palaeopoli ("stari grad"), nalaze se na sjevernoj obali. Najimpresivniji su ostatci starih kiklopskih zidina, kao i Svetište velikih bogova, koje je bilo otvoreno kako za slobodne građane tako i za robove za razliku od Eleuzijanskih misterija, koje su bile otvorene samo za slobodne građane.
Prvi stanovnici otoka Samotraki bili su Pelazgi potom Karinjani te potom Tračani. Pri kraju VIII st. pr. Kr. otok su naselili stanovnici s otoka Samos, po njima je otok kasnije dobio ime Samos Trakije - Samo - traki.
Perzijanci su osvojili Samotraki 508. pr. Kr., nakon njih otokom su zavladali Atenjani. Otok je postao član Delskog saveza u V st.  pr. Kr. Otok je zauzeo Filip II. Makedonski, tako da je od 168. pr. Kr. bio pod makedonskom vlašću.  Nakon Bitke kod Pidne otok Samotraki postaje neovisan, ali to nije dugo trajalo svega do 70. god. pr. Kr. kada je rimski car Vespazijan uključio otok u Rimsko Carstvo.
Sv. Teofan, umro je na otoku 818. godine. Bizant je vladao otokom do 1204. godine, nakon toga otokom vladaju Mlečani. Njih zamjenjuje genoveška obitelj Gattilusi 1355. godine. 
Otomansko carstvo osvaja otok 1457. godine i preziva otok u Semadirek.
Za vrijeme Grčki rat za neovisnost (1821. – 1831.), nad stanovništvom otoka izvršen je masakr.
Za vrijeme Prvog balkanskog rata (1912.) Samotraki je pripao Grčkoj. 
Otok je bio pod bugarskom okupacijom tijekom Drugog svjetskog rata.
Od kraja 1950-ih, počinje masovni odlazak otočana na rad u Njemačku, osobito u Stuttgart u tvornicu Mercedes.

### Zemljopisne osobine
Otok se nalazi tik uz morsku granicu s Turskom na ulazu u Dardanele, sjeveroistočno od otoka Limnos,  udaljen je oko 40 km od grčkog ozemlja ( obala Trakije). 
Samotraki je otok dug otprilike 17 kilometara, širok oko 10 km, s površinom od oko 178 km². Na otoku živi oko 2.000 stalnih stanovnika. (Popis 2001).
Južna strana otoka vrlo je brdovita, sa stjenovitim uzvisinama do 800 m, vrlo je neprohodna, bez puteva, obrasla je šumama hrasta cera (Quercus cerris) .
Sjever otoka je vlažniji i plodniji jer ima stalne vodotokove (potoke), na njemu se prostiru šume orijentalnih platana (Platanus orientalis) i hrasta medunaca (Quercus pubescens).
Pojedini primjerci ovih stabala stari su nekoliko stoljeća.
Glavni grad otoka je istoimeno naselje Samotraki (lokalno zvan po grčkom običaju samo Hora).
Pored njega ostala značajna naselja na otoku su;  Kamariotissa (glavna trajektna luka otoka), Xiropótamos, Loutra (zvana i Therma), Profitis Ilias, Lakoma, Kariótes, Alónia, Ano Kariotes.
Trajektna luka Kamariotissana sjeverozapadnoj obali povezuje otok sa sjevernim grčkim gradovima Aleksandropoli i Kavala.

## Kretanje stanovnika kroz posljednja desetljeća
| Godina | Otočno stanovništvo | Promjene     | Gustoća   |
| ------ | ------------------- | ------------ | --------- |
| 1981   | 2,871               | -            | 16.13/km² |
| 1991   | 3,083               | +112/+3.90%  | 17.32/km² |
| 2001   | 2,723               | -360/-11.67% | 15.30/km² |

## Arheološke znamenitosti
Na otoku je najpoznatije arheološko nalazište Hieron ton Megalon Theon (Svetište velikih bogova), slavno po 2.5 metarskoj mramornoj skulpturi Nike, krilatoj božici pobjede iz 190. pr. Kr. Ovaj kip pronađen je 1863. godine u dijelovima od strane francuskog arheologa Charlesa Champoiseaua, danas se nalazi u muzeju Louvre u Parizu. Jedno stopalo ovog kipa nalazi se u Beču,  a originalni prvi gipsani odljev kipa nalazi u glavnoj zgradi tehničkog univerziteta u Berlinu.
Većina predmeta s nalazišta nalaze se u novoizgrađenom muzeju Paleopolis koji je podignut tik do nalazišta. Pored keramičkih predmeta, zapisa, skluptura u muzeju se nalazi i odljev kipa Nike sa Samotrake.

## Vanjske poveznice
- Službene stranice otoka  Arhivirana inačica izvorne stranice od 7. listopada 2007. (Wayback Machine) (grč.)